# Omol-Karam
Omol-Karam (perz. ام‌الکرم) je otočić smješten u Perzijskom zaljevu odnosno iranskoj Bušeherskoj pokrajini. Otok ima površinu od 0,38 km² i od kopna na istoku udaljen je 0,5 km. Izduženog je oblika i proteže se duljinom od 1800 m u smjeru istok-zapad, a maksimalna nadmorska visina mu je 2 m. Zona oko ušća rijeke Mand uključujući otoke Omol-Karam i Nahilu ima visok stupanj bioraznolikosti i staništem je morskim kornjačama odnosno raznim vrstama ptica. Cjelokupna zona pripada Zaštićenom području Mand, a njen dio od Nahilua do gradića Dajera (uključujući Omol-Karam) godine 2008. izdvojen je u Nacionalni park Nahilu-Dajer.

## Poveznice
- Perzijski zaljev
- Popis iranskih otoka

## Vanjske poveznice
- (engl.) Iran Daily: [neaktivna poveznica]
- (engl.) Asghar Mobaraki: Sea turtle situation, studies and conservation in the Islamic Republic of Iran  Arhivirana inačica izvorne stranice od 7. ožujka 2016. (Wayback Machine)